# Матю Куърк
Матю Куърк (на английски: Matthew Quirk) е американски журналист и писател на произведения в жанра политически и криминален трилър.

## Биография и творчество
Матю Куърк е роден на 1 юни 1981 г. в Мидълтаун, Ню Джърси, САЩ. Получава бакалавърска степен по история и литература от Харвардския колеж. След дипломирането си в продължение на пет години работи като репортер за списание „Атлантик“ отразявайки темите за криминални престъпления, военни доставчици, търговия с опиум, терористични акции и международни банди. Той също пише за „Уолстрийт Джърнъл“ и за „Вашингтон Поуст“.
Първият му роман „500” от поредицата „Майк Форд“ е издаден през 2012 г. Дипломантът от Юридическия факултет на Харвард и бивш измамник, Майк Форд, е взет от много опитния Хенри Дейвис, собственик на влиятелната и уважавана фирма за стратегически консултации във Вашингтон, и специалист по търговия с търговия с влияние за петстотинте най-влиятелни хора в Белтуей, за да се заеме с важна сделка на фирмата. Бързо въвлечен в съблазнителна, но и опасна мрежа от власт и корупция, Майк започва да търси изход от тази сделка с „дявола“. Романът става бестселър в списъка на „Ню Йорк Таймс“, номиниран е да наградата „Антъни“ и го прави известен.
През 2019 г. е издаден политическият му конспиративен трилър „Нощният агент“. След неочаквано нощно обаждане за двойно убийство агентът на ФБР Питър Съдърланд е въвлечен в сърцето на конспирация, която включва руска къртица на най-високите нива в правителството на САЩ. За да предателя той не може да вярва на никого и трябва да вземе правилата в свои ръце. През 2023 г. романът е екранизиран от Шон Райън в едноименния телевизионен сериал с участието на Габриел Басо и Лучан Бюканън.
Матю Куърк живее със семейството си в Сан Диего.

## Произведения

### Самостоятелни романи
- The Night Agent (2019)[1][2][3]
Нощният агент, изд. „Кръг“ (2020), прев. Майре Буюклиева
- Hour of the Assassin (2020)
Часът на убиеца, изд. „Кръг“ (2021), прев. Майре Буюклиева
- Red Warning (2022)
- Inside Threat (2023)

### Поредица „Майк Форд“ (Mike Ford)
1. The 500 (2012)[1][2][3]
500, изд.: ИК „ЕРА“, София (2012), прев. Юлия Чернева
2. The Directive (2012)
Директивата, изд.: ИК „ЕРА“, София (2014), прев. Юлия Чернева

### Поредица „Джон Хейс“ (John Hayes)
1. Cold Barrel Zero (2016)[1][2]
2. Dead Man Switch (2017)

### Екранизации
- 2023 Нощният агент, The Night Agent – тв сериал, 10 епизода